# Охтинская улица (Москва)
О́хтинская у́лица — улица на севере Москвы, в микрорайоне Новосёлки Молжаниновского района Северного административного округа.
Сокращённое название улицы: Охтинская ул., написание при транслитерации — Ohtinskaya ulicza. Код ОКАТО: 45277584000. Код ОКТМО: 45343000.

## Названия
До 1986 года имела название Полевая улица, и находилась в деревне Новодмитровка (ныне микрорайон), которая, в 1984 году, вошла в состав Москвы, в Ленинградский район, а название улице дано по реке Охта, приток реки Нева, частично протекающей на северо-востоке тогдашнего Ленинграда.

## Описание
Охтинская улица начинается от Международного шоссе, проходит не всегда параллельно Ленинградскому шоссе около 610 метров и выходит на Охтинский проезд.
На Охтинская улице расположены дома (нумерация со стороны Старой Москвы): № 1; № 3; № 4; № 5; № 7; № 9; № 11; № 15; № 17, № 19.
На улице, по её всей длине, около 610 метров, отсутствуют: тротуары, велосипедные дорожки, пешеходные переходы, велосипедные парковки, стелы пешеходной навигации и частично освещение. Недалеко от улицы расположен Отдельный пост пожарной части № 41.

## Транспорт

### Автобусные маршруты
По Охтинской улице не проходят маршруты общественного транспорта, но в непосредственной близости от улицы проходит Ленинградское шоссе, где находятся остановки «Платформа Молжаниново», где останавливаются автобусные маршруты Мосгортранс и Мострансавто № 13, 30, 350, 400, 440, 465, 484, 817, 851, 865.
Также в непосредственной близости от улицы проходит Международное шоссе, где находятся остановки «Международное шоссе», где останавливаются автобусные маршруты № 43, 817, 851, 948, 949, н1.

### Железнодорожный транспорт
В 900 метрах находится платформа Молжаниново Ленинградского направления Октябрьской железной дороги.